# Colby, Cumbria
Colby är en by (village) och en civil parish i Cumbria i nordvästra England. Orten har 120 invånare (2001). Byn ligger längs väg A66. I närheten av byn ligger ruinerna efter Bewley Castle, det medeltida residenset för biskopen i Carlisle. Den har 3 kulturmärkta byggnader.